# 桃園市立新屋高級中等學校
桃園市立新屋高級中等學校，簡稱新屋高中、新屋中學、新高、屋中，位於桃園市新屋區，是由桃園市立新屋國民中學改制而成的完全中學。新屋高中為提供新屋區國中畢業生就近入學的一所社區高中。

## 歷史沿革
- 1955年：成立新屋初級中學籌建委員會[4]。

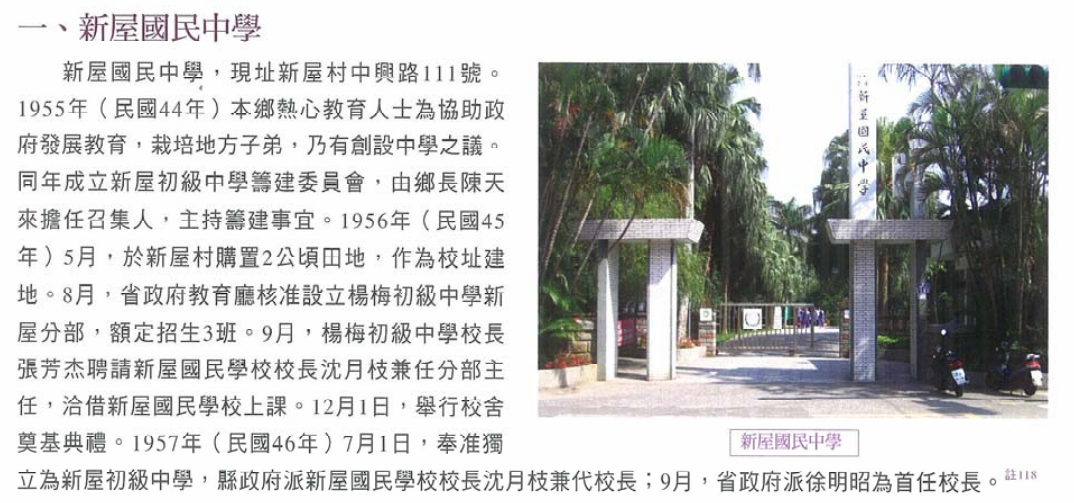
《新屋鄉志．教育篇》新屋國中創校歷史

新屋國中校徽，現為新屋中學校友會會徽。

- 1956年：8月成立桃園縣立楊梅中學新屋分部。
- 1957年：7月1日奉准獨立，定名為桃園縣立新屋初級中學。
- 1968年：8月實施九年國民教育，改制為桃園縣立新屋國民中學。
- 2014年：12月25日，因應桃園縣升格改制為直轄市，更名為桃園市立新屋國民中學。
- 2016年：因應改制完全中學，成立桃園市立新屋高級中學籌備處。[5]
- 2017年：8月1日，改制為桃園市立新屋高級中等學校，正式開始招收第一屆高一新生[6]。

## 國中部學區
- 新屋區[7]
  - 新屋
  - 新生里
  - 石磊里
  - 東明里
  - 後湖
  - 清華里
  - 九斗里（1.6.7.8.10.11鄰）
  - 埔頂里（2.3.4.5.6.10.11.12鄰）
  - 赤欄里（1.2.3.4.8鄰）
  - 社子（1.2.3鄰）
- 觀音區
  - 藍埔里（1.2.3鄰）

### 自由學區
- 新屋區
  - 頭洲里（4至6鄰）：為新屋高中國中部、過嶺國中自由學區
  - 頭洲里（7至10鄰）：為新屋高中國中部、瑞原國中自由學區
  - 九斗里（2.3.4.5.9鄰）：為新屋高中國中部、瑞原國中自由學區
  - 埔頂里（1、7至9、13至16鄰）：為新屋高中國中部、瑞原國中自由學區
  - 社子（4.5.6鄰）：為新屋高中國中部、大坡國中、富岡國中、永安國中自由學區
  - 社子（7.8.9.10鄰）：為新屋高中國中部 、大坡國中、富岡國中自由學區
  - 望間里（1.2.3.4.5.10.13鄰）為新屋高中國中部、大坡國中、富岡國中自由學區
- 觀音區
  - 富源里（1.2.3.4.9.10.11.12.13.14.15.18鄰）：為觀音高中國中部、新屋高中國中部、過嶺國中自由學區

## 高中部學區
新屋高中屬於十二年國教桃連區，學生來自桃園市、連江縣及竹苗區與桃連區之共同就學區：新竹縣新埔鎮、關西鎮、新豐鄉、湖口鄉。

### 高中部設立起源
2011年3月31日，新屋鄉長徐同治推動設立桃園縣立新屋高級中學，地點選在頭洲重劃區文中二國中預定地，但桃園縣政府教育局表示觀音高中就可讓新屋鄉學生就近入學，是否再設高中須審慎評估。
2014年桃園縣改制直轄市說明會新屋鄉場次中，桃園縣長吳志揚表示升格後，一定會給新屋一所公立高中。2014年里長選舉中，地方民意爭取新屋高中在頭洲重劃區文中用地興建。
2015年6月12日市政總質詢，市府表示將請教育小組針對頭洲重劃區、新屋國中改制、永安國中改制，或直接取得其它土地等方案進行評估。2015年12月25日，桃園市長鄭文燦會勘新屋國中改制高中「新建校舍工程及游泳池」時表示，為實現「一區一公立高中」，決定將新屋國中改制高中。

### 華德福實驗班
2017年高中部成立華德福實驗教育班，借用仁美國中校區上課。因桃園市政府已於2018年變更楊梅都市計畫案，撥用約2.5公頃學校用地給仁美國中建構1至12年級一貫化的華德福學校，屆時高中部華德福實驗班將改隸桃園市立華德福實驗高級中等學校。

## 高中部社團
- 音樂性社團

1. 新屋泱弦吉他社 （页面存档备份，存于）
2. 熱門音樂社

新高熱舞社

## 校地及校舍
2019年5月28日，桃園市長鄭文燦表示已請都市發展局針對新屋農業區用地進行細部規劃，待都市計畫審議通過後，將優先推動新屋高中校地擴大。待該都市計畫中央核定後，可闢建學生宿舍，未來新屋高中將發展成為技術型高中。
校園中以五棟建築為校園主體，分別為代表校訓——誠善勤健的誠信樓、樂善樓、勤學樓、行健館及新高樓。

### 誠信樓
- 一樓：輔導室、教室
- 二樓：總務處、視聽教室、電腦教室、校史室

### 樂善樓
- 一樓：學務處、國中部教室
- 二樓：電腦教室、理化實驗室、生物教室

### 勤學樓
- 一樓：國中部教室[19]
- 二樓：國中部辦公室、國中部教室
- 三樓：國中部教室
- 四樓：國中部教室

### 行健館
行健館為地下1層、地上3層的多功能運動場，1樓有游泳池、SPA池、三溫暖、烤箱、蒸氣室等、2樓為體適能健身館、多功能教室，3樓為籃球場、羽球場等多功能運動空間，並有42個地下停車位。

### 新高樓
新高樓為地下1層、地上5層建物，包含：高中部普通、專科教室、會議廳、圖書館、辦公室及地下停車場。

## 校園植物
校園中種植多種植物，可供師生及社區觀賞，例如：流蘇、杜鵑、榕樹、木棉、
柳樹、鳳凰木、含羞草、大王椰子、松、山蘇、蒲葵、小葉欖仁、南洋杉等。

## 歷任校長

### 初中、國中時期
| 任期 | 姓名         | 任職日期   | 離職日期  | 備註                                                           |
| ---- | ------------ | ---------- | --------- | -------------------------------------------------------------- |
| 兼代 | 沈月枝先生   | 1957年7月  | 1957年8月 | 新屋國民學校校長兼代。                                         |
| 1    | 徐明昭先生   | 1957年9月  | 1965年5月 | 調任臺灣省立博物館。                                           |
| 2    | 范姜文政先生 | 1965年10月 | 1975年7月 | 原教務主任升任，調任桃園縣立文昌國民中學。                     |
| 3    | 鄭國棟先生   | 1975年8月  | 1983年7月 | 原桃園縣立內壢國民中學校長轉任，調任桃園縣立富岡國民中學。     |
| 4    | 謝新超先生   | 1983年8月  | 1989年2月 | 原桃園縣立山腳國民中學校長轉任，調任桃園縣立大成國民中學。     |
| 5    | 徐彩春先生   | 1989年2月  | 1995年7月 | 原桃園縣立大崗國民中學校長轉任，調任桃園縣立龍潭國民中學。     |
| 6    | 楊永康先生   | 1995年10月 | 2000年8月 | 原桃園縣立山腳國民中學校長轉任，屆齡退休。                     |
| 7    | 曾增福先生   | 2000年8月  | 2003年7月 | 原桃園縣立永安國民中學校長轉任，調任桃園縣立大成國民中學。     |
| 8    | 沈杏熾先生   | 2003年8月  | 2010年7月 | 原桃園縣立文昌國民中學學務主任升任，調任桃園縣立大園國民中學。 |
| 9    | 黃貴枝女士   | 2010年8月  | 2012年7月 | 原桃園縣立新坡國民中學校長轉任，任內退休。                     |
| 10   | 楊士煌先生   | 2012年8月  | 2016年7月 | 原桃園縣立龍潭國民中學總務主任升任，調任桃園市立石門國民中學。 |
| 兼任 | 陳大魁先生   | 2016年8月  | 2017年7月 | 桃園市立新屋高級中學籌備處主任兼任。                           |

### 高中時期
| 任期       | 姓名       | 任職日期  | 離職日期  | 備註                                           |
| ---------- | ---------- | --------- | --------- | ---------------------------------------------- |
| 籌備處主任 | 陳大魁先生 | 2016年8月 | 2017年7月 | 原國立桃園高級中學教師升任                     |
| 1          | 陳大魁先生 | 2017年8月 | 2025年7月 | 原桃園市立新屋高級中學籌備處主任升任，任滿退休 |
| 2          | 邱嘉增先生 | 2025年8月 | 現任      | 原桃園市立羅浮高級中等學校校長轉任             |

## 校友會
桃園市新屋中學校友會，成立於2017年10月14日。

## 運動校隊

### 高中籃球
高中部籃球對於學校在2017年改制後成立，創隊首年就挑戰106學年度高中籃球聯賽，可惜於資格賽以3戰皆墨的成績遭到淘汰。經過兩年的歷練，成功於108學年度高中籃球聯賽闖進預賽。
| 學年度    | 級別 | 成績       |
| --------- | ---- | ---------- |
| 106學年度 | 甲級 | 資格賽出局 |
| 107學年度 | 甲級 | 資格賽出局 |
| 108學年度 | 甲級 | 預賽出局   |
| 109學年度 | 甲級 | 資格賽出局 |
| 110學年度 | 甲級 | 資格賽出局 |
| 111學年度 | 甲級 | 資格賽出局 |
| 112學年度 | 甲級 | 資格賽出局 |

## 學校週邊
- 新屋范姜祖堂，即范姜老屋群之范姜公廳（客語）；又稱范姜古厝（閩南語）
- 新屋區農會稻米博物館
- 桃園市立圖書館新屋分館
- 衛生福利部桃園醫院新屋分院
- 新屋區公所
- 桃園客運新屋站
- 新竹客運新屋站
- 桃園市新屋區新屋國民小學
- 新屋水巷

## 外部連結
- 桃園市立新屋高級中等學校 （页面存档备份，存于）
- 桃園市立新屋高級中等學校臉書粉絲頁 （页面存档备份，存于）